# Saint-Front-sur-Nizonne
Saint-Front-sur-Nizonne is een gemeente in het Franse departement Dordogne (regio Nouvelle-Aquitaine) en telt 135 inwoners (1999). De plaats maakt deel uit van het arrondissement Nontron.

## Geografie
De oppervlakte van Saint-Front-sur-Nizonne bedraagt 13,6 km², de bevolkingsdichtheid is 9,9 inwoners per km².
De onderstaande kaart toont de ligging van Saint-Front-sur-Nizonne met de belangrijkste infrastructuur en aangrenzende gemeenten.

## Demografie
Onderstaande figuur toont het verloop van het inwonertal (bron: INSEE-tellingen).